# Le Peintre dans son atelier (Rembrandt)
Pour les articles homonymes, voir Le Peintre dans son atelier.
Le Peintre dans son atelier ou L'Artiste dans son atelier est un tableau peint par Rembrandt vers 1629. Il est conservé au musée des beaux-arts de Boston.
Les interprétations divergent sur le sujet représenté : certains pensent que c'est Rembrandt lui-même, d'autre qu'il s'agit de son premier élève Gerrit Dou.